# Roszkowice (Byczyna)
Roszkowice (deutsch Roschkowitz, 1936–1945 Röstfelde) ist ein Ort der Gmina Byczyna in der Woiwodschaft Opole in Polen.

## Geographie

### Geographische Lage
Roszkowice liegt im nordwestlichen Teil Oberschlesiens im Kreuzburger Land. Das Dorf Roszkowice liegt rund vier Kilometer östlich vom Gemeindesitz Byczyna, rund 21 Kilometer nördlich der Kreisstadt Kluczbork und etwa 70 Kilometer nordöstlich der Woiwodschaftshauptstadt Oppeln.
Durch den Ort führt die Woiwodschaftsstraße Droga wojewódzka 487.

### Nachbarorte
Nachbarorte von Roszkowice sind im Nordosten Sierosławice (Schiroslawitz), im Osten Wojsławice (Woislawitz), im Süden Gosław (Goslau) und Paruszowice (Baumgarten) und im Westen der Gemeindesitz Byczyna (Pitschen).

## Geschichte

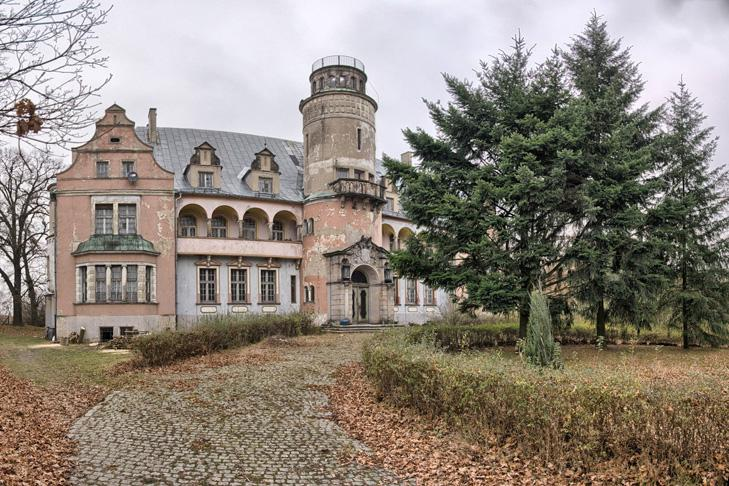
Schloss Roschkowitz (2014)

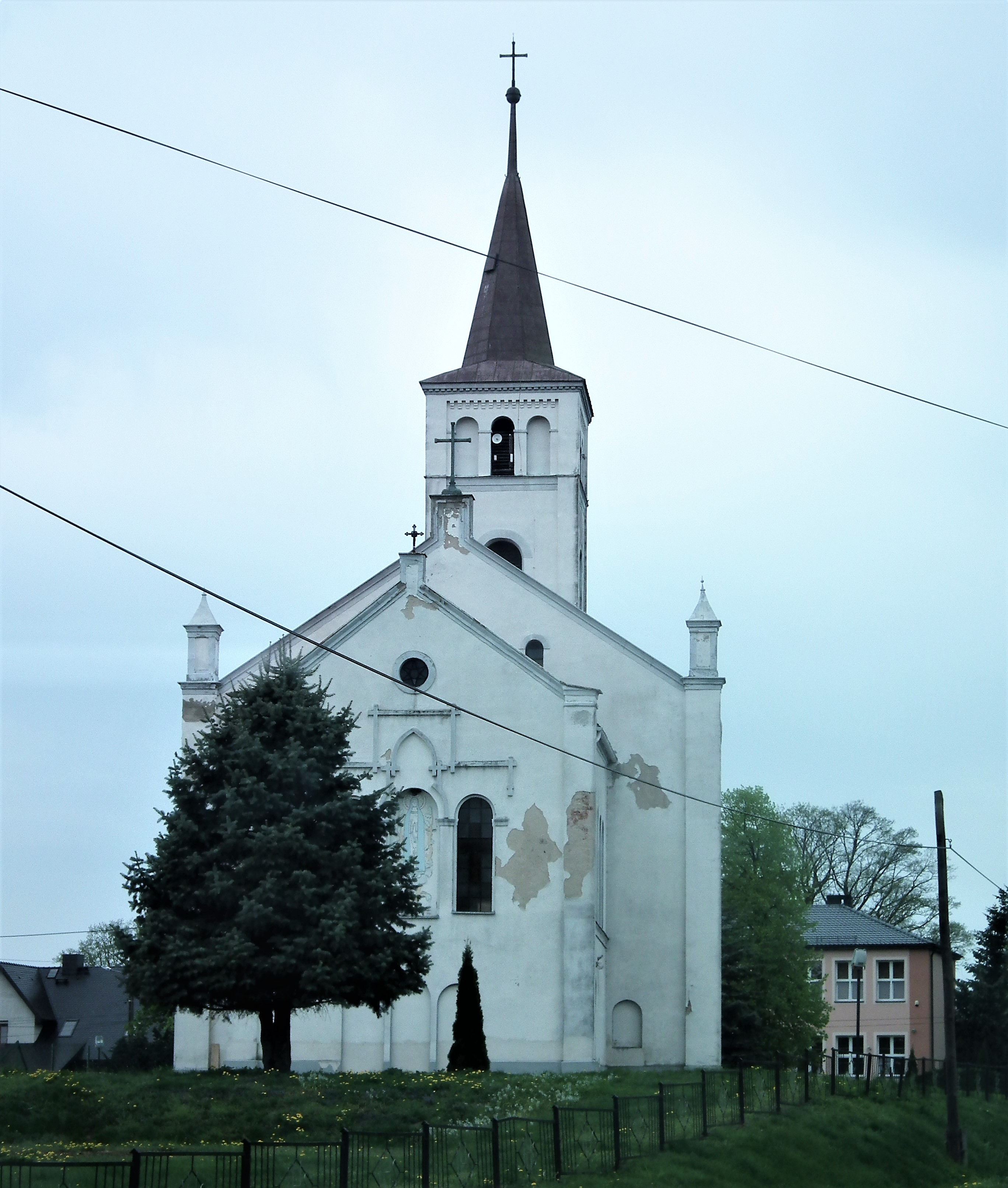
St.-Antonius-Kirche

Der Ort wird im Jahr 1409 erstmals als Ruschindorf erwähnt. Der Ortsname leitet sich vom Namen slawischen Begriff Ruschin ab und bedeutet in etwa Dorf der Reußen.
1845 bestanden im Dorf eine evangelische Kirche, eine evangelische Schule, ein Schloss, ein Vorwerk, eine Brennerei und weitere 93 Häuser. Im gleichen Jahr lebten in Roschkowitz 1082 Menschen, davon 260 katholisch und 14 jüdisch. 1861 lebten in Woislawitz 172 Menschen. 1874 wurde der Amtsbezirk Roschkowitz gegründet. Erster Amtsvorsteher war der Leutnant und Rittergutsbesitzer Carl von Jordan aus Schiroslawitz.
1933 hatte der Ort 794 Einwohner. Zum 24. Juli 1936 wurde der Ortsname in Röstfelde geändert. 1939 lebten 870 Menschen in Röstfelde. Bis 1945 gehörte das Dorf zum Landkreis Kreuzburg O.S.
Als Folge des Zweiten Weltkriegs fiel Röstfelde 1945 wie der größte Teil Schlesiens unter polnische Verwaltung. Nachfolgend wurde der Ort der Woiwodschaft Schlesien angeschlossen. 1950 wurde es der Woiwodschaft Oppeln eingegliedert. 1999 kam der Ort zum neu gegründeten Powiat Kluczborski (Kreis Kreuzburg).

## Sehenswürdigkeiten
- Die römisch-katholische St.-Antonius-Kirche wurde 1849 im neoromanischen Stil an Stelle der  zuvor abgebrannten Holzkirche erbaut. Bis 1945 diente das Gebäude als protestantisches Gotteshaus.[7] Das Kirchengebäude steht seit 1966 unter Denkmalschutz.[8]
- Das Schloss Roschkowitz wurde 1845 im Auftrag von Wilhelm von Cramon-Taubadel erbaut. 1914 wurde das Schloss durch Bertram von Cramon-Taubadel im eklektischen Stil umgebaut. Nach 1945 wurde das Anwesen verstaatlicht und im Schloss wurde ein staatlicher Landwirtschaftsbetrieb eingerichtet. Im Schloss wurden Büros und Mitarbeiterwohnungen eingerichtet. 1998 wurde das Schloss durch Andrzej Bugdoł erworben. Das Schloss ist stark sanierungsbedürftig.[9] Das Gebäude samt den Werksgebäuden und dem Speicher stehen seit 1977 unter Denkmalschutz.[8]
- Das Schloss ist umgeben von einem drei Hektar großen Landschaftspark mit einem alten Baumbestand aus dem 19. Jahrhundert. Die Parkanlage steht seit 1976 unter Denkmalschutz.[8]

## Wappen

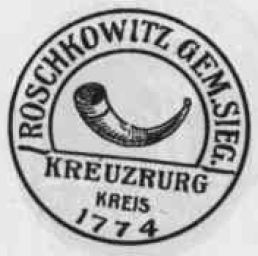
Altes Siegel der Gemeinde

Alte Siegel und Stempel des Ortes zeigen ein Jagd- oder Wächterhorn.

## Persönlichkeiten
- Rainer Albertz (* 1943) – evangelischer Theologe